# Snap!
Snap! este un proiect german de Eurodance, fondat în 1989 de producătorii din Frankfurt Michael Münzing și Luca Anzilotti. Trupa a trecut printr-o serie de schimbări de componență de-a lungul timpului, dar a cunoscut cel mai mare succes când era condusă de rapperul Turbo B, care a evoluat pe single-urile "The Power" și "Rhythm Is a Dancer".

## Discografie

### Albume
| World Power                                                | - Lansat: 14 mai 1990 - Label: Logic Snap (Sony Music) - Formate: CD, Cassette, LP        | 7  | 25 | 4  | 11 | 2  | —  | 20 | 4  | 10 | 30  | - GER: Platină - AUT: Aur - SWE: Aur - SWI: Platină - UK: Aur - US: Aur |
| The Madman's Return                                        | - Lansat: 24 martie 1992 - Label: Ariola (Sony Music) - Formate: CD, Cassette, LP         | 3  | —  | 3  | 9  | 38 | 12 | 21 | 7  | 8  | 121 | - GER: Aur - AUT: Aur - SWI: Platină - UK: Aur                          |
| Welcome to Tomorrow                                        | - Lansat: 30 septembrie 1994 - Label: Logic Snap (Sony Music) - Formate: CD, Cassette, LP | 10 | —  | 15 | 12 | —  | —  | —  | 10 | 69 | —   |                                                                         |
| "—" denotes items that did not chart or were not released. |                                                                                           |    |    |    |    |    |    |    |    |    |     |                                                                         |

### Albume compilație
| Titlu                                                      | Detalii album                                                                         | Poziții de top | Poziții de top | Poziții de top | Poziții de top | Poziții de top | Poziții de top | Poziții de top | Poziții de top |
| Titlu                                                      | Detalii album                                                                         | GER            | AUT            | NDL            | NZ             | NOR            | SWE            | SWI            | UK             |
| ---------------------------------------------------------- | ------------------------------------------------------------------------------------- | -------------- | -------------- | -------------- | -------------- | -------------- | -------------- | -------------- | -------------- |
| Snap! Attack: The Best of Snap!                            | - Lansat: 26 august 1996 - Label: Logic Snap (Sony Music) - Formate: CD, Cassette, LP | 14             | 43             | 6              | —              | —              | 55             | 37             | 47             |
| The Cult of Snap!                                          | - Lansat: 22 iulie 2003 - Label: Bookmark (SPV) - Formate: CD, Cassette, LP           | 43             | 59             | —              | 5              | 47             | 26             | —              |                |
| The Power Greatest Hits                                    | - Lansat: 30 octombrie 2009 - Label: Hard2Beat (Rough Trade) - Formate: CD            | —              | —              | —              | —              | —              | —              | —              | 76             |
| "—" denotes items that did not chart or were not released. |                                                                                       |                |                |                |                |                |                |                |                |

### Single-uri
| Titlu                                                           | An   | Poziții în topuri | Poziții în topuri | Poziții în topuri | Poziții în topuri | Poziții în topuri | Poziții în topuri | Poziții în topuri | Poziții în topuri | Poziții în topuri | Poziții în topuri | Certificări                                                         | Album                   |
| Titlu                                                           | An   | GER               | AUS               | AUT               | FRA               | NDL               | NZ                | SWE               | SWI               | UK                | U.S.              | Certificări                                                         | Album                   |
| --------------------------------------------------------------- | ---- | ----------------- | ----------------- | ----------------- | ----------------- | ----------------- | ----------------- | ----------------- | ----------------- | ----------------- | ----------------- | ------------------------------------------------------------------- | ----------------------- |
| "The Power"                                                     | 1990 | 2                 | 13                | 3                 | 15                | 1                 | 6                 | 3                 | 1                 | 1                 | 2                 | - GER: Aur - SWE: Aur - UK: Argint - US: Platină                    | World Power             |
| "Ooops Up"                                                      | 1990 | 2                 | 4                 | 2                 | 34                | 2                 | 8                 | 2                 | 2                 | 5                 | 35                | - AUT: Aur - SWE: Aur - UK: Argint - US: Aur                        | World Power             |
| "Cult of Snap"                                                  | 1990 | 3                 | 27                | 2                 | —                 | 7                 | 15                | 12                | 5                 | 8                 | —                 |                                                                     | World Power             |
| "Mary Had a Little Boy"                                         | 1990 | 4                 | 18                | 9                 | —                 | 2                 | 13                | 7                 | 4                 | 8                 | —                 |                                                                     | World Power             |
| "Mega Mix"                                                      | 1991 | 15                | 28                | 22                | —                 | 6                 | 7                 | 17                | 5                 | 10                | —                 |                                                                     | Non-album track         |
| "Colour of Love"                                                | 1991 | 9                 | —                 | 4                 | —                 | 7                 | 36                | 6                 | 4                 | 54                | —                 |                                                                     | The Madman's Return     |
| "Rhythm Is a Dancer"                                            | 1992 | 1                 | 3                 | 1                 | 1                 | 1                 | 11                | 2                 | 1                 | 1                 | 5                 | - GER: Platină - AUT: Aur - FRA: Aur - SWE: Aur - UK: Aur - US: Aur | The Madman's Return     |
| "Exterminate!" (featuring Niki Harris)                          | 1992 | 3                 | 50                | 9                 | 18                | 4                 | 25                | 7                 | 2                 | 2                 | —                 | - GER: Aur                                                          | The Madman's Return     |
| "Do You See The Light (Looking For)" (featuring Niki Harris)    | 1993 | 13                | —                 | 8                 | 40                | 5                 | —                 | 20                | 10                | 10                | —                 |                                                                     | The Madman's Return     |
| "Welcome to Tomorrow (Are You Ready?)" (featuring Summer)       | 1994 | 4                 | —                 | 11                | —                 | 8                 | —                 | 32                | 13                | 6                 | —                 | - UK: Argint                                                        | Welcome to Tomorrow     |
| "The First the Last Eternity (Till the End)" (featuring Summer) | 1995 | 7                 | —                 | 3                 | —                 | 2                 | —                 | —                 | 5                 | 15                | —                 | - AUT: Aur                                                          | Welcome to Tomorrow     |
| "The World in My Hands" (featuring Summer)                      | 1995 | 53                | —                 | —                 | —                 | 37                | —                 | —                 | —                 | 44                | —                 |                                                                     | Welcome to Tomorrow     |
| "Rame" (featuring Rukmani)                                      | 1996 | 34                | —                 | 34                | —                 | 28                | —                 | 40                | —                 | 50                | —                 |                                                                     | Welcome to Tomorrow     |
| "The Power '96" (featuring Einstein)                            | 1996 | —                 | —                 | —                 | —                 | —                 | —                 | 40                | —                 | 42                | —                 |                                                                     | Non-album tracks        |
| "Rhythm Is a Dancer '96"                                        | 1996 | —                 | —                 | —                 | —                 | —                 | —                 | 58                | —                 | —                 | —                 |                                                                     | Non-album tracks        |
| "Gimme a Thrill"                                                | 2000 | —                 | —                 | —                 | —                 | —                 | —                 | —                 | —                 | —                 | —                 |                                                                     | Non-album tracks        |
| "Do You See the Light 2002"                                     | 2002 | 66                | —                 | —                 | —                 | —                 | —                 | —                 | —                 | 14                | —                 |                                                                     | Non-album tracks        |
| "Rhythm Is a Dancer 2003"                                       | 2003 | 7                 | 32                | 10                | —                 | 46                | —                 | —                 | 35                | 17                | —                 |                                                                     | The Cult of Snap!       |
| "The Power (Of Bhangra)"                                        | 2003 | 21                | —                 | 36                | —                 | —                 | —                 | —                 | —                 | 34                | —                 |                                                                     | The Cult of Snap!       |
| "Ooops Up 2003" (featuring NG3)                                 | 2003 | 69                | —                 | —                 | —                 | —                 | —                 | 36                | —                 | —                 | —                 |                                                                     | The Cult of Snap!       |
| "Beauty Queen"                                                  | 2005 | —                 | —                 | —                 | —                 | —                 | —                 | —                 | —                 | —                 | —                 |                                                                     | Non-album tracks        |
| "Rhythm Is a Dancer 2008"                                       | 2008 | 84                | —                 | —                 | —                 | —                 | —                 | —                 | —                 | 23                | —                 |                                                                     | Non-album tracks        |
| "Megamix 2009"                                                  | 2009 | 52                | —                 | —                 | —                 | —                 | —                 | —                 | —                 | —                 | —                 |                                                                     | The Power Greatest Hits |
| "—" denotes items that did not chart.                           |      |                   |                   |                   |                   |                   |                   |                   |                   |                   |                   |                                                                     |                         |